# Julius-Reiber-Straße 5
Die Villa (Darmstadt, Julius-Reiber-Straße 5) ist ein Bauwerk in Darmstadt.

## Geschichte und Beschreibung
Die Villa gehört stilistisch zum Neobarock.
Das Gebäude ist ein freistehendes, zweigeschossiges, Haus mit vier Fensterachsen.
Typische Details sind:
- schiefergedecktes Mansarddach
- Fassadengliederung und Dekor – mit Ausnahme des plastisch belebten Zwerchhausgiebels – in reduzierter, flächiger Ausgestaltung
- Betonung der Ecken durch gebänderte Ecklisenen

## Denkmalschutz
Die Villa bildet einen markanten städtebaulichen Akzent an der Einmündung der Sieboldstraße in die Julius-Reiber-Straße.
Die Villa gehört zu den kleineren Bauten der neobarocken Gattung und ist ein typisches Beispiel für den Neobarock in Darmstadt.
Aus architektonischen und stadtgeschichtlichen Gründen ist das Gebäude ein Kulturdenkmal.

## Varia
In der Villa war ein ehemaliges Polizeirevier untergebracht.